# Colocasia esculenta
Colocasia esculenta (L.) Schott, comunemente conosciuta con il termine di origine polinesiana taro, è una pianta erbacea perenne della famiglia delle Aracee originaria dell'Asia centro-meridionale. Produce tuberi simili alla patata ed è comunemente coltivata per ricavare, dai suoi rizomi, farina e amido. 

## Descrizione

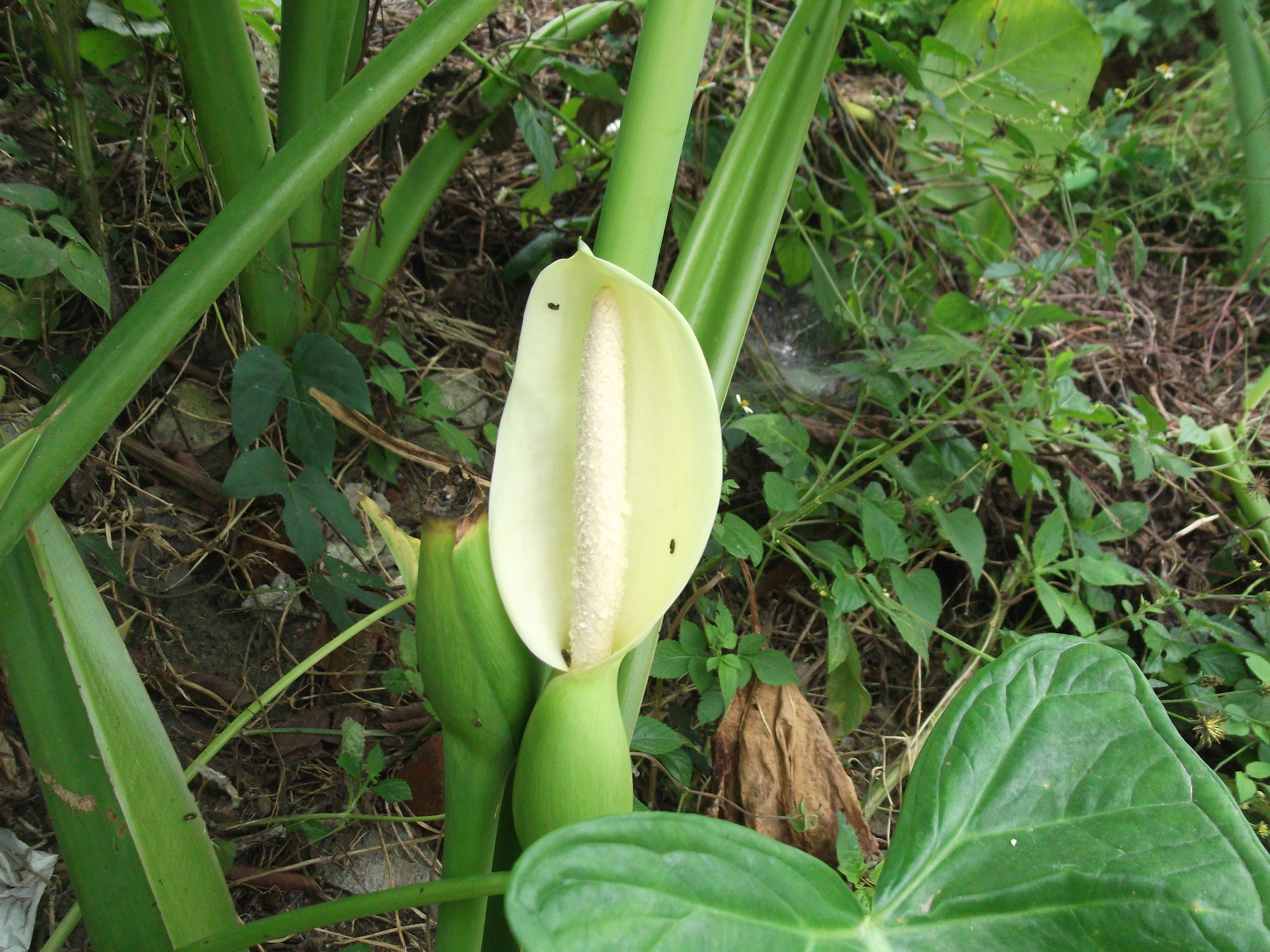
Fiore di taro

Il taro è una pianta erbacea perenne della taglia di 0,5 - 2 m, costituita da un cormo centrale (situato appena sotto la superficie del suolo) e da cormi secondari che crescono lateralmente. Il sistema radicale è superficiale e fibroso. Il cormo centrale, che rappresenta la struttura principale del fusto della pianta, ha forma cilindrica, è lungo fino a 30 cm e ha un diametro di 15 cm; la polpa può essere gialla, rosa o bianca. Esso costituisce la parte commestibile principale della pianta. Le foglie, di colore verde pallido, grandi e con venature marcate, possono arrivare a 60 cm di lunghezza e 40 di larghezza, hanno un robusto picciolo spesso alla base e più sottile verso l'attacco alla lamina. Questa è intera, glabra e spessa, è lunga 20 - 50 cm, oblungo-ovata, con i lobi basali arrotondati. Ogni pianta può portare più di una infiorescenza; il frutto è una bacca di 3 - 5 mm di diametro contenente numerosi semi. La fioritura e formazione del seme sono relativamente rari e la moltiplicazione è vegetativa, a partire da pezzi di cormo o cormi secondari allo stadio di 3 - 5 foglie o da piantine moltiplicate in semenzaio. 

## Distribuzione e habitat
Esistono centinaia di cultivar di taro coltivate in tutto il mondo, che si distinguono in base alle caratteristiche del cormo oppure in base al comportamento agronomico o alle caratteristiche alimentari. Le due cultivar principali sono C. esculenta var. esculenta, che produce un grande cormo principale e pochi cormi laterali (comunemente tra 4 e 10) e C. esculenta var. antiquorum che produce un cormo più piccolo e un gran numero di cormi laterali (da 15 a 40). Il taro viene talvolta confuso con la malanga (Xanthosoma sagittifolium), di cui si producono appena 40.000 tonnellate su 32.000 ettari. 
Prove etnobotaniche suggeriscono che il taro sia originario dell'Asia centro-meridionale, probabilmente dell’India o della penisola malese, da cui si è diffuso nel resto del sud-est asiatico e in Cina, Giappone e Pacifico. Dall'Asia, esso si sarebbe poi diffuso verso ovest in Arabia e nella regione del Mediterraneo. Arrivato sulla costa orientale dell'Africa oltre 2000 anni fa, ha attraversato il continente verso l'Africa occidentale ed è quindi arrivato nei Caraibi con la tratta degli schiavi. La più vasta area di coltivazione attuale è nell'Africa occidentale. È naturalizzato anche in alcune zone dell'Italia a clima mite.

## Coltivazione

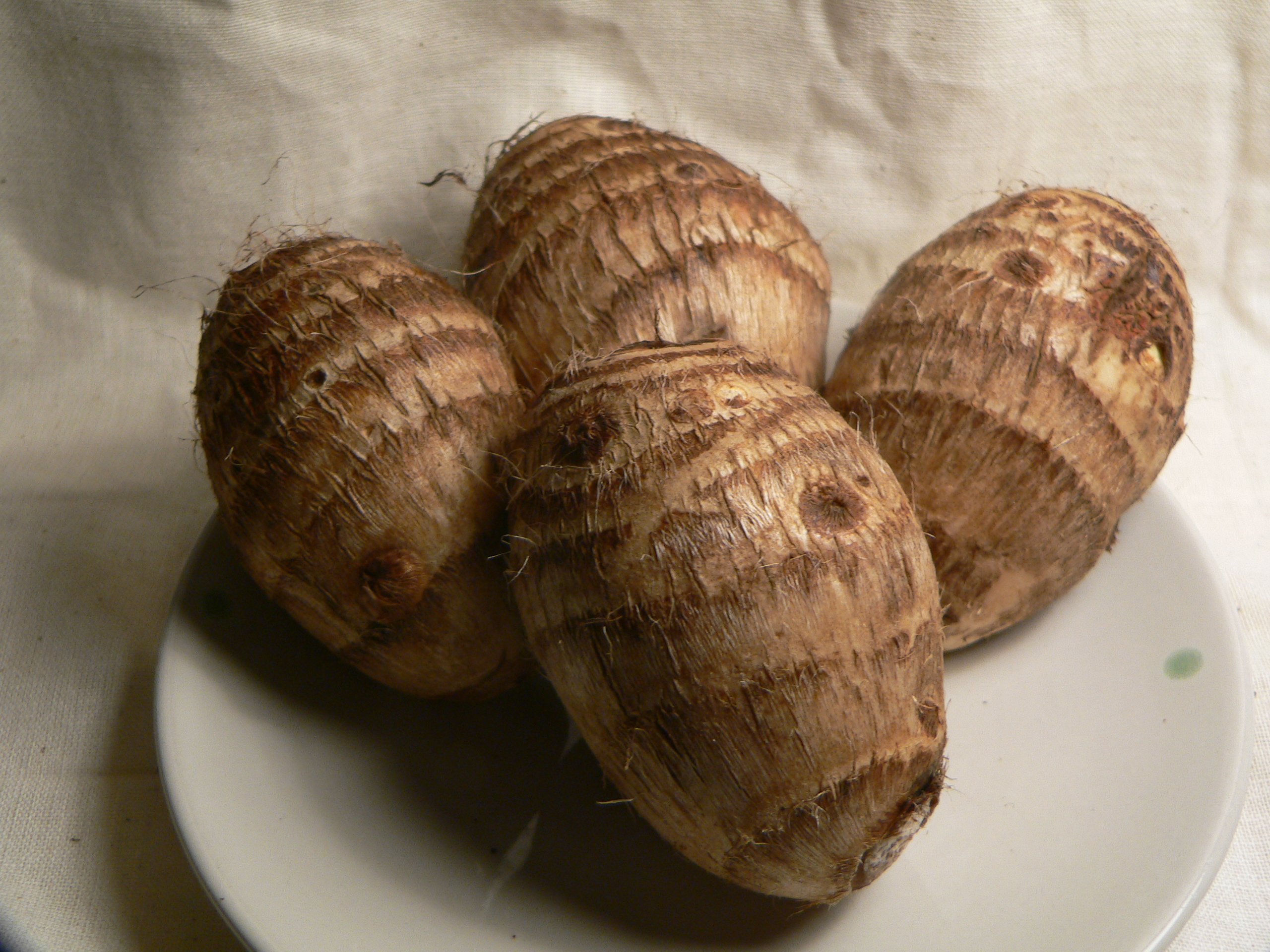
Cormi di taro

Il taro è coltivato principalmente come coltura di base o di sussistenza in orti famigliari e in associazione con altre colture (con banano, cacao, cocco, igname, zucca, …), con metodi di produzione arcaici. Il fabbisogno in manodopera in coltura tradizionale varia da 80 a 115 giornate per ettaro. In alcuni paesi (Cuba, Egitto, Giappone, Hawaii e Thailandia) la produzione è orientata al mercato e dunque intensiva, meccanizzata dalla semina alla raccolta e con adeguato uso di agrochimici. Il grosso della produzione si ottiene in seccagno, talvolta con irrigazione di soccorso, ma è comune anche la coltivazione nelle zone umide o allagate, analogamente al riso. Il taro è una delle poche colture che può essere coltivata in condizioni di allagamento. In seccagno, entra in rotazione con varie colture, tra cui la canna da zucchero, in irriguo, con il riso.
Per una resa ottimale, sono necessari 1.500 – 2.000 mm di pioggia distribuita uniformemente durante il periodo vegetativo, e una temperatura media giornaliera superiore a 21 °C. Può essere coltivato fino a 2.400 m di quota. Le rese più elevate si ottengono con la luce solare a piena intensità. Il taro è coltivato su un'ampia gamma di tipi di suolo, ma i migliori risultati si ottengono su argille profonde, ben drenate, con falda freatica elevata e ricche di sostanza organica. Tollera terreni pesanti nei quali possono verificarsi allagamenti e ristagni idrici e preferisce terreni con pH 5,5 - 6,5. Alcune cultivar tollerano la salinità.
La semina può essere effettuata durante tutto l'anno. Il periodo di maturazione varia a seconda della cultivar e va dai 6 ai 18 mesi. In coltura commerciale, il terreno viene preparato come per il riso. Aratura ed erpicatura precedono la piantumazione, che avviene all'inizio della stagione delle piogge. I piccoli cormi o pezzi di cormo di 30 - 50 g di peso vengono interrati sulle creste dei solchi, distanti tra loro 70 - 100 cm e a 50 - 90 cm sulla cresta a 20 - 30 cm di profondità. Se il terreno è profondo e leggero non è necessario piantare sulle creste. Per conservare l’umidità, talvolta si pratica la pacciamatura. Nelle zone ad alta piovosità con nuvolosità elevata, si preferisce un'ampia spaziatura, fino a 90 x 90 cm (12.000 piante/ha). La spaziatura tipica nella coltura in irriguo o allagata è solitamente di 45 - 60 cm (49.000 – 27.000/ha). Il peso della semente necessaria per un ettaro varia da 1,5 a 3 tonnellate.  Il taro può essere coltivato in suoli marginali che non sono favorevoli ad altre importanti colture alimentari, come il riso. Ad esempio, arriva a produrre nei suoli idromorfi o salini (alcune cultivar sono tolleranti alla salinità). Il taro è coltivato principalmente in seccagno come coltura di sussistenza in orti familiari con metodi di produzione arcaici, ma esistono anche piantagioni meccanizzate dalla semina alla raccolta, con adeguato uso di agrochimici. Il periodo di maturazione varia a seconda della cultivar e va dai 6 ai 18 mesi. Il rendimento medio su base mondiale è di 7,1 t/ha; nell'ultimo quarto di secolo, la produzione mondiale è aumentata del 74%. Il taro occupa un posto significativo in Africa, in Asia e in Oceania, con una produzione mondiale di 75 milioni di tonnellate su 8,4 milioni di ettari. Poiché, di solito, vengono consumati sia i cormi che le foglie, il taro fornisce pochissime proteine, ma anche vitamine e minerali tanto necessari, oltre all'energia dei carboidrati. Le sue potenzialità risiedono nella introduzione di cultivar resistenti alle avversità e più performanti e di pratiche e tecniche che ne incrementino la produttività e la riduzione delle perdite post-raccolta, mentre lo sviluppo della meccanizzazione è suscettibile di ridurre i costi di produzione e incoraggiare la produzione su larga scala.
La maggior parte dei coltivatori, in particolare quelli che producono taro per sussistenza, non usano fertilizzanti. La ricostituzione della fertilità è affidata al maggese (anche coltivato), di durata da sei a diciotto mesi a seconda della disponibilità di terreno coltivabile. I residui della pacciamatura e delle scerbature lasciati sul terreno, oltre a contribuire all'arricchimento in sostanza organica del terreno, limitano i fenomeni erosivi. Il taro risponde bene ai concimi, che possono essere incorporati nel terreno durante la preparazione del terreno o applicati 3 – 4 mesi dopo. Il taro ha un elevato fabbisogno di potassio e di calcio. Laddove si utilizzino fertilizzanti minerali, si adotta una formulazione completa come 12:6:20 NPK, in particolare su terreni poveri. Il controllo delle infestanti, manuale o con diserbanti, è necessario durante i primi tre mesi. In molti paesi, i parassiti non sembrano rappresentare un problema serio, tuttavia, in alcuni luoghi sono di grande importanza. La Leaf blight (dovuta a Phytophthora colocasiae) è la più comune e dannosa malattia, per fronteggiare la quale solo le cultivar tolleranti offrono una soluzione accettabile, i fungicidi, sebbene efficaci, sono generalmente troppo costosi. Anche le virosi possono causare grandi danni: Dasheen Mosaic Virus (DMV)  e il complesso virale Alomae Bobone Virus Complex (ABVC)  ai quali pochissime cultivar sono resistenti.
La raccolta inizia con l’ingiallimento delle foglie, da 5 a 12 mesi dopo la semina. Le rese variano notevolmente a seconda della cultivar, delle condizioni locali, della durata del ciclo, ecc. Si osservano spesso rese dell'ordine di 20 t/ha, ma in coltivazione intensiva è possibile raggiungere le cinquanta o addirittura le 75 tonnellate per ettaro, in irriguo e con forti fertilizzazioni (alle Hawaii). Il potenziale di resa (oltre 60 t/ha) non viene mai raggiunto nella coltivazione tradizionale. I cormi possono essere conservati per tre settimane a temperatura ambiente, all'ombra. Si conservano per più di un mese a 10 °C, ma la conservazione è solitamente limitata da marciumi fungini o batterici.

## Produzione
Nelle tabelle qui sotto sono presentati i dati di produzione relativi al 2020, l'anno più recente per il quale la FAO mette a disposizione i dati sulla produzione agricola mondiale. In quest'anno, 47 paesi hanno prodotto 75 milioni di tonnellate su 8,4 milioni di ettari, con una resa per ettaro di 8,5 tonnellate. Etiopia, Nigeria, Cina, Camerun e Ghana contribuiscono per l’82% della produzione. La produzione è importante anche in altre regioni dell'Africa orientale, nell'area del Pacifico e nell’America caraibica e tropicale.
Etiopia e Burundi vantano le rese più elevate: 25,2 e 21,5 tonnellate per ettaro rispettivamente, ben al di sopra della media mondiale (7,1 t/ha). Nell'ultimo quarto di secolo, la produzione mondiale è aumentata del 74%, a fronte soprattutto dell’aumento della superficie coltivata (45%).
Tabella 1 - I 10 paesi maggiori produttori di taro nel 2020
| Paese               | Superficie    | Resa | Produzione            | Peso  |
| ------------------- | ------------- | ---- | --------------------- | ----- |
|                     | Milioni di ha | t/ha | Milioni di tonnellate | %     |
| Etiopia             | 93            | 25,2 | 2.328                 | 18,1  |
| Nigeria             | 806           | 4,0  | 3.205                 | 25,0  |
| Cina                | 100           | 19,2 | 1.925                 | 15,0  |
| Camerun             | 236           | 7,7  | 1.815                 | 14,1  |
| Ghana               | 192           | 6,5  | 1.252                 | 9,8   |
| Papua Nuova Guinea  | 35            | 8,0  | 282                   |       |
| Burundi             | 11            | 21,5 | 243                   |       |
| Madagascar          | 38            | 6,0  | 227                   |       |
| Ruanda              | 29            | 6,5  | 188                   |       |
| Rep. Centrafricana  | 41            | 3,2  | 134                   |       |
| Produzione mondiale | 1.809         | 7,1  | 12.839                | 100,0 |

Tabella 2 - Produzione di taro nel mondo nel 2020
| Paese               | Superficie    | Resa | Produzione            | Peso  |
| ------------------- | ------------- | ---- | --------------------- | ----- |
|                     | Milioni di ha | t/ha | Milioni di tonnellate | %     |
| Africa              | 1.609         | 6,2  | 9.972                 | 77,7  |
| Americhe            | 6             | 10,0 | 65                    | 0,5   |
| Asia                | 147           | 16,3 | 2.391                 | 18,6  |
| Oceania             | 47            | 8,7  | 411                   | 3,2   |
| Produzione mondiale | 1.809         | 7,1  | 12.839                | 100,0 |

## Usi

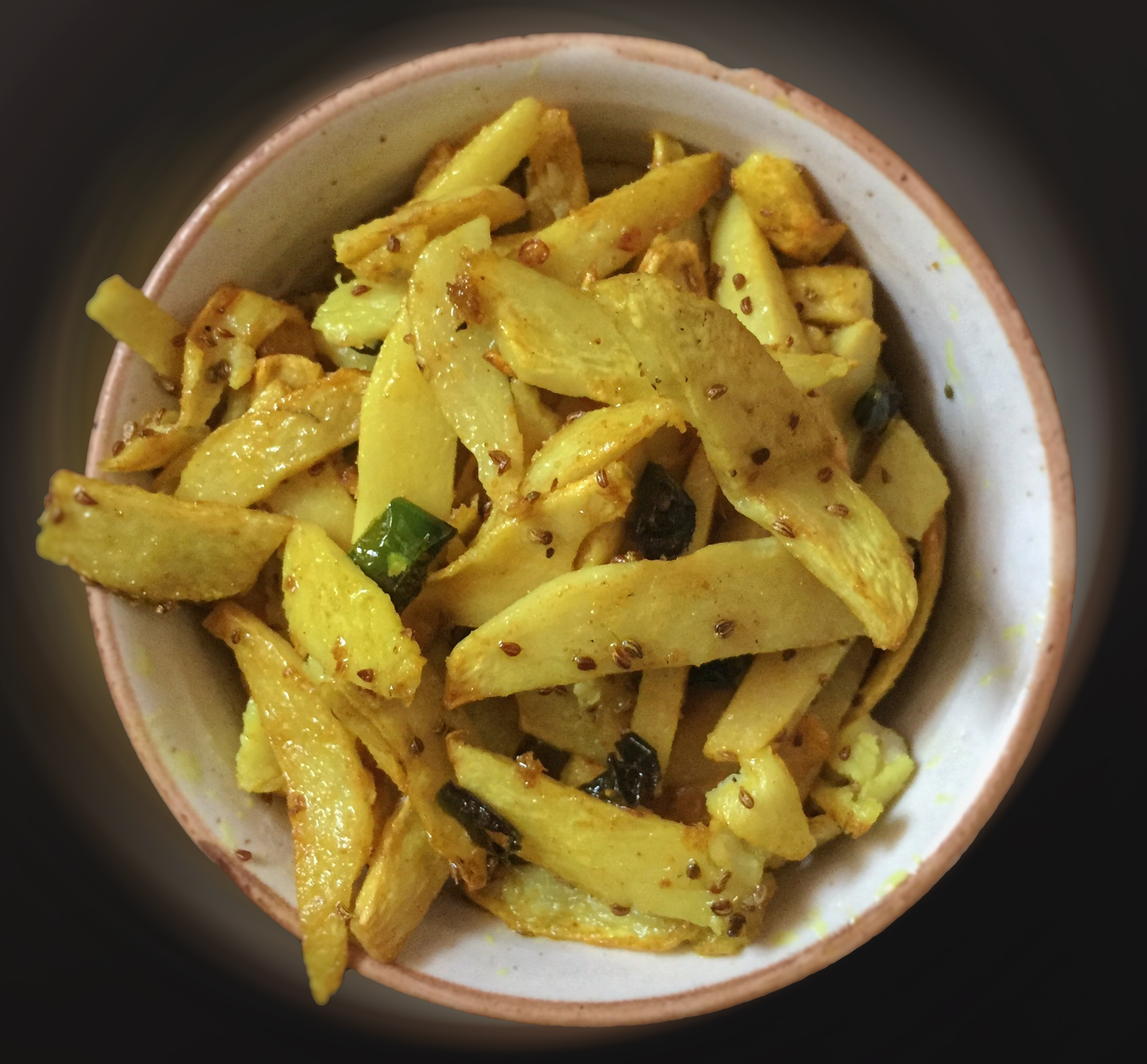
Taro fritto in India

Il taro rappresenta l'ingrediente base nell'alimentazione di molte popolazioni dell'Africa, dell'Oceania e delle isole Hawaii (poï). Le parti commestibili della pianta sono i cormi e foglie, ricche di vitamina A e C. Il cormo fresco contiene circa due terzi di acqua e il 13 - 29% di carboidrati e l'1.2 - 3.0% di proteine. La foglia contiene circa il 23% di proteine su base secca ed è anche una ricca fonte di calcio, fosforo, ferro, vitamina C, tiamina, riboflavina e niacina, che sono importanti costituenti della dieta umana. Il taro ha proprietà nutrizionali equivalenti alla patata comune, ma quantità più elevate di calcio (quindi è indicata in diete per chi presenta carenze di calcio), un quantitativo doppio di ferro, ma molta meno vitamina C. Secondo recenti ricerche, i rizomi del taro sono un'importante fonte di amidi rispetto a tutti gli altri vegetali, anche per la dimensione stessa dei granuli di amido, 10 volte inferiori a quelli della patata, che rendono migliore la cottura e la digeribilità.
Il taro è povero di proteine vegetali (attorno all'1%): le popolazioni rurali del Sud-Est asiatico, che sono costrette a farne un uso quasi esclusivo, presentano un addome rigonfio, sintomo tipico di questa carenza e di un eccesso di carboidrati. 
Il taro offre altresì un buon apporto di vitamine del gruppo B e di potassio. La sua radice è tossica, se mangiata cruda (causa forte bruciore alla mucosa faringea) ed è quindi necessario bollirla prima di consumarla. Fra l'altro, si deve stare attenti anche a non toccarsi gli occhi dopo averne maneggiato la polpa, perché può causare forti irritazioni. 
Il cormo si consuma bollito, arrostito o in purea, ma lo si può anche grigliare a fette oppure friggere ad anelli nell'olio di palma, o cotto al forno, come nel takihi niueano. Inoltre, può essere usato per conferire un caratteristico colore viola ad alcune bevande. Le foglie vengono solitamente bollite o preparate in vari modi mescolate ad altri condimenti. I prodotti industriali comprendono chips e farina, utilizzata per preparazioni alimentari per celiaci. Gli scarti sono destinati all’alimentazione del bestiame. I cormi sono ricchi di mucillagini che possono essere utilizzate nell'industria della carta e possono anche essere usati per la produzione di alcol. Nel giardinaggio, la pianta è utilizzata come ornamentale per le sue foglie molto decorative. 

## Sicurezza alimentare
Il taro occupa un posto significativo in Africa e in Asia. In Oceania in particolare, esso svolge un ruolo fondamentale nella sicurezza alimentare della famiglia, della comunità e nazionale. Poiché di solito vengono consumati sia i cormi che le foglie, il taro fornisce proteine, vitamine e minerali tanto necessari, oltre all'energia dei carboidrati. Il taro può essere coltivato in una serie di suoli marginali che non sono favorevoli ad altre importanti colture alimentari, come il riso, consentendo così l'uso strategico di risorse limitate del suolo. Ad esempio, arriva a produrre nei suoli idromorfi o salini (alcune cultivar di taro possono tollerare la salinità e possono crescere nel 25-50% di acqua di mare). Il taro può quindi continuare a svolgere le sue funzioni secolari di fornire sicurezza alimentare, rilanciare l'economia attraverso guadagni in contanti interni ed esterni e svolgere un ruolo fondamentale nella vita socio-culturale delle persone.
Le sue potenzialità risiedono nella introduzione di cultivar più resistenti alle avversità e più performanti e di pratiche e tecniche che ne incrementino la produttività e la riduzione delle perdite post-raccolta, mentre lo sviluppo della meccanizzazione potrebbe ridurre i costi di produzione e incoraggiare la produzione su larga scala.